# 小行星5114
小行星5114（英語：5114 Yezo）是一颗围绕太阳公转的小行星。1988年2月15日，上田清二、金田宏在钏路市发现了此天体。
这颗小行星的绝对星等为210.07922等。